# Saturn Award für die beste Regie
Folgende Regisseure haben den Saturn Award für die beste Regie gewonnen:
| Jahr | Preisträger                     | Film                                                   | Weitere Nominierungen |
| ---- | ------------------------------- | ------------------------------------------------------ | --- |
| 1976 | Mel Brooks                      | Frankenstein Junior                                    | Keine weiteren Nominierungen |
| 1977 | Dan Curtis                      | Landhaus der toten Seelen                              | Keine weiteren Nominierungen |
| 1978 | Steven Spielberg George Lucas   | Unheimliche Begegnung der dritten Art Krieg der Sterne | Don Taylor für Die Insel des Dr. Moreau Nicolas Gessner für Das Mädchen am Ende der Straße Carl Reiner für Oh Gott … |
| 1979 | Philip Kaufman                  | Die Körperfresser kommen                               | Franklin J. Schaffner für The Boys from Brazil Warren Beatty & Buck Henry für Der Himmel soll warten Richard Donner für Superman Robin Hardy für The Wicker Man |
| 1980 | Ridley Scott                    | Alien – Das unheimliche Wesen aus einer fremden Welt   | John Badham für Dracula Peter Weir für Die letzte Flut Robert Wise für Star Trek: Der Film Nicholas Meyer für Flucht in die Zukunft |
| 1981 | Irvin Kershner                  | Das Imperium schlägt zurück                            | Ken Russell für Der Höllentrip Brian De Palma für Dressed to Kill Vernon Zimmerman für Fade to Black – Die schönen Morde des Eric Binford Stanley Kubrick für Shining |
| 1982 | Steven Spielberg                | Jäger des verlorenen Schatzes                          | John Carpenter für Die Klapperschlange John Boorman für Excalibur Terry Gilliam für Time Bandits Michael Wadleigh für Wolfen |
| 1983 | Nicholas Meyer                  | Star Trek II: Der Zorn des Khan                        | Ridley Scott für Blade Runner Steven Spielberg für E.T. – Der Außerirdische George Miller für Mad Max II – Der Vollstrecker Tobe Hooper für Poltergeist |
| 1984 | John Badham                     | WarGames – Kriegsspiele                                | Douglas Trumbull für Projekt Brainstorm David Cronenberg für Dead Zone Richard Marquand für Die Rückkehr der Jedi-Ritter Woody Allen für Zelig |
| 1985 | Joe Dante                       | Gremlins – Kleine Monster                              | Steven Spielberg für Indiana Jones und der Tempel des Todes Ron Howard für Splash – Eine Jungfrau am Haken Leonard Nimoy für Star Trek III: Auf der Suche nach Mr. Spock James Cameron für Terminator |
| 1986 | Ron Howard                      | Cocoon                                                 | Robert Zemeckis für Zurück in die Zukunft Tom Holland für Die rabenschwarze Nacht – Fright Night George Miller für Mad Max – Jenseits der Donnerkuppel Woody Allen für The Purple Rose of Cairo Dan O’Bannon für Verdammt, die Zombies kommen |
| 1987 | James Cameron                   | Aliens – Die Rückkehr                                  | Randal Kleiser für Der Flug des Navigators David Cronenberg für Die Fliege John Badham für Nummer 5 lebt! Leonard Nimoy für Star Trek IV: Zurück in die Gegenwart |
| 1988 | Paul Verhoeven                  | RoboCop                                                | William Dear für Bigfoot und die Hendersons Jack Sholder für The Hidden – Das unsagbar Böse Joe Dante für Die Reise ins Ich Kathryn Bigelow für Near Dark – Die Nacht hat ihren Preis Stan Winston für Das Halloween Monster |
| 1990 | Robert Zemeckis                 | Falsches Spiel mit Roger Rabbit                        | Tim Burton für Beetlejuice Penny Marshall für Big Charles Matthau für Hilfe, ich bin ein Außerirdischer – Ausgeflippte Zeiten auf der Erde Renny Harlin für Nightmare on Elm Street 4 Anthony Hickox für Reise zurück in der Zeit |
| 1991 | James Cameron                   | Abyss – Abgrund des Todes                              | Frank Marshall für Arachnophobia Robert Zemeckis für Zurück in die Zukunft III Sam Raimi für Darkman Jerry Zucker für Ghost – Nachricht von Sam Joe Dante für Gremlins 2 – Die Rückkehr der kleinen Monster Clive Barker für Cabal – Die Brut der Nacht Alejandro Jodorowsky für Santa sangre Paul Verhoeven für Die totale Erinnerung – Total Recall |
| 1992 | James Cameron                   | Terminator 2 – Tag der Abrechnung                      | Eric Red für Body Parts Terry Gilliam für König der Fischer Roger Corman für Roger Corman’s Frankenstein William Dear für Teen Agent – Wenn Blicke töten könnten Jonathan Demme für Das Schweigen der Lämmer |
| 1993 | Francis Ford Coppola            | Bram Stoker’s Dracula                                  | David Fincher für Alien 3 Paul Verhoeven für Basic Instinct Tim Burton für Batmans Rückkehr Robert Zemeckis für Der Tod steht ihr gut Randal Kleiser für Liebling, jetzt haben wir ein Riesenbaby William Friedkin für Rampage – Anklage Massenmord                                                                                                   |
| 1994 | Steven Spielberg                | Jurassic Park                                          | George A. Romero für Stephen Kings Stark Harold Ramis für Und täglich grüßt das Murmeltier John Woo für Harte Ziele Ron Underwood für 4 himmlische Freunde John McTiernan für Last Action Hero Henry Selick für Nightmare Before Christmas |
| 1995 | James Cameron                   | True Lies – Wahre Lügen                                | William Dear für Angels – Engel gibt es wirklich! Alex Proyas für The Crow – Die Krähe Robert Zemeckis für Forrest Gump Neil Jordan für Interview mit einem Vampir Jan de Bont für Speed |
| 1996 | Kathryn Bigelow                 | Strange Days                                           | Frank Marshall für Congo Robert Rodriguez für From Dusk Till Dawn Joe Johnston für Jumanji David Fincher für Sieben Terry Gilliam für 12 Monkeys Bryan Singer für Die üblichen Verdächtigen |
| 1997 | Roland Emmerich                 | Independence Day                                       | Joel Coen für Fargo Peter Jackson für The Frighteners Tim Burton für Mars Attacks! Wes Craven für Scream – Schrei! Jonathan Frakes für Star Trek: Der erste Kontakt |
| 1998 | John Woo                        | Im Körper des Feindes                                  | Jean-Pierre Jeunet für Alien – Die Wiedergeburt Robert Zemeckis für Contact Steven Spielberg für Vergessene Welt: Jurassic Park Barry Sonnenfeld für Men in Black Paul Verhoeven für Starship Troopers |
| 1999 | Michael Bay                     | Armageddon                                             | Bryan Singer für Der Musterschüler Alex Proyas für Dark City Roland Emmerich für Godzilla Peter Weir für Die Truman Show Rob S. Bowman für Akte X – Der Film |
| 2000 | Larry Wachowski, Andy Wachowski | Matrix                                                 | Dean Parisot für Galaxy Quest – Planlos durchs Weltall Frank Darabont für The Green Mile Stephen Sommers für Die Mumie Tim Burton für Sleepy Hollow George Lucas für Star Wars: Episode I – Die dunkle Bedrohung |
| 2001 | Bryan Singer                    | X-Men                                                  | Ridley Scott für Gladiator Ron Howard für Der Grinch Clint Eastwood für Space Cowboys Robert Zemeckis für Schatten der Wahrheit Ang Lee für Tiger and Dragon |
| 2002 | Peter Jackson                   | Der Herr der Ringe: Die Gefährten                      | Steven Spielberg für A.I. – Künstliche Intelligenz Chris Columbus für Harry Potter und der Stein der Weisen David Lynch für Mulholland Drive – Straße der Finsternis Alejandro Amenábar für The Others Christophe Gans für Pakt der Wölfe |
| 2003 | Steven Spielberg                | Minority Report                                        | Bill Paxton für Dämonisch Chris Columbus für Harry Potter und die Kammer des Schreckens Peter Jackson für Der Herr der Ringe: Die zwei Türme Sam Raimi für Spider-Man George Lucas für Star Wars: Episode II – Angriff der Klonkrieger |
| 2004 | Peter Jackson                   | Der Herr der Ringe: Die Rückkehr des Königs            | Danny Boyle für 28 Days Later Quentin Tarantino für Kill Bill Edward Zwick für Last Samurai Gore Verbinski für Fluch der Karibik Bryan Singer für X-Men 2 |
| 2005 | Sam Raimi                       | Spider-Man 2                                           | Michael Mann für Collateral Michel Gondry für Vergiss mein nicht! Alfonso Cuarón für Harry Potter und der Gefangene von Askaban Quentin Tarantino für Kill Bill Vol. 2 Zhang Yimou für House of Flying Daggers |
| 2006 | Peter Jackson                   | King Kong                                              | Christopher Nolan für Batman Begins Andrew Adamson für Die Chroniken von Narnia: Der König von Narnia Mike Newell für Harry Potter und der Feuerkelch George Lucas für Star Wars: Episode III – Die Rache der Sith Steven Spielberg für Krieg der Welten                                                                                              |
| 2007 | Bryan Singer                    | Superman Returns                                       | Mel Gibson für Apocalypto Alfonso Cuarón für Children of Men Guillermo del Toro für Pans Labyrinth J. J. Abrams für Mission: Impossible III Tom Tykwer für Das Parfum – Die Geschichte eines Mörders |
| 2008 | Zack Snyder                     | 300                                                    | Paul Greengrass für Das Bourne Ultimatum David Yates für Harry Potter und der Orden des Phönix Frank Darabont für Der Nebel Sam Raimi für Spider-Man 3 Tim Burton für Sweeney Todd – Der teuflische Barbier aus der Fleet Street |
| 2009 | Jon Favreau                     | Iron Man                                               | Clint Eastwood für Der fremde Sohn David Fincher für Der seltsame Fall des Benjamin Button Christopher Nolan für The Dark Knight Bryan Singer für Operation Walküre – Das Stauffenberg-Attentat Andrew Stanton für WALL·E – Der Letzte räumt die Erde auf                                                                                             |
| 2010 | James Cameron                   | Avatar – Aufbruch nach Pandora                         | Neill Blomkamp für District 9 Quentin Tarantino für Inglourious Basterds Guy Ritchie für Sherlock Holmes J. J. Abrams für Star Trek Kathryn Bigelow für Tödliches Kommando – The Hurt Locker Zack Snyder für Watchmen – Die Wächter |
| 2011 | Christopher Nolan               | Inception                                              | David Yates für Harry Potter und die Heiligtümer des Todes – Teil 1 Darren Aronofsky für Black Swan Matt Reeves für Let Me In Clint Eastwood für Hereafter – Das Leben danach Martin Scorsese für Shutter Island |
| 2012 | J. J. Abrams                    | Super 8                                                | Steven Spielberg für Die Abenteuer von Tim und Struppi – Das Geheimnis der Einhorn Rupert Wyatt für Planet der Affen: Prevolution Brad Bird für Mission: Impossible – Phantom Protokoll Martin Scorsese für Hugo Cabret David Yates für Harry Potter und die Heiligtümer des Todes – Teil 2                                                           |
| 2013 | Joss Whedon                     | Marvel’s The Avengers                                  | William Friedkin für Killer Joe Peter Jackson für Der Hobbit: Eine unerwartete Reise Rian Johnson für Looper Ang Lee für Life of Pi: Schiffbruch mit Tiger Christopher Nolan für The Dark Knight Rises |
| 2014 | Alfonso Cuarón                  | Gravity                                                | J. J. Abrams für Star Trek Into Darkness Peter Berg für Lone Survivor Peter Jackson für Der Hobbit: Smaugs Einöde Francis Lawrence für Die Tribute von Panem – Catching Fire Guillermo del Toro für Pacific Rim |
| 2015 | James Gunn                      | Guardians of the Galaxy                                | Alejandro González Iñárritu für Birdman oder (Die unverhoffte Macht der Ahnungslosigkeit) Doug Liman für Edge of Tomorrow Christopher Nolan für Interstellar Matt Reeves für Planet der Affen: Revolution Anthony & Joe Russo für The Return of the First Avenger Bryan Singer für X-Men: Zukunft ist Vergangenheit                                   |
| 2016 | Ridley Scott                    | Der Marsianer – Rettet Mark Watney                     | J. J. Abrams für Star Wars: Das Erwachen der Macht Guillermo del Toro für Crimson Peak Alex Garland für Ex Machina George Miller für Mad Max: Fury Road Peyton Reed für Ant-Man Colin Trevorrow für Jurassic World |
| 2017 | Gareth Edwards                  | Rogue One: A Star Wars Story                           | Scott Derrickson für Doctor Strange Jon Favreau für The Jungle Book Anthony Russo & Joe Russo für The First Avenger: Civil War Bryan Singer für X-Men: Apocalypse Steven Spielberg für BFG – Big Friendly Giant Denis Villeneuve für Arrival |
| 2018 | Ryan Coogler                    | Black Panther                                          | Guillermo del Toro für Shape of Water – Das Flüstern des Wassers Patty Jenkins für Wonder Woman Rian Johnson für Star Wars: Die letzten Jedi Jordan Peele für Get Out Matt Reeves für Planet der Affen: Survival Denis Villeneuve für Blade Runner 2049                                                                                               |
| 2019 | Jordan Peele                    | Wir                                                    | Anna Boden & Ryan Fleck für Captain Marvel Karyn Kusama für Destroyer Guy Ritchie für Aladdin Anthony Russo & Joe Russo für Avengers: Endgame Steven Spielberg für Ready Player One James Wan für Aquaman Zhang Yimou für Shadow |
| 2021 | J. J. Abrams                    | Star Wars: Der Aufstieg Skywalkers                     | Niki Caro für Mulan Mike Flanagan für Doctor Sleeps Erwachen Christopher Nolan für Tenet Gina Prince-Bythewood für The Old Guard Quentin Tarantino für Once Upon a Time in Hollywood Leigh Whannell für Der Unsichtbare |
| 2022 | Matt Reeves                     | The Batman                                             | Guillermo del Toro für Nightmare Alley Joseph Kosinski für Top Gun: Maverick Jordan Peele für Nope S. S. Rajamouli für RRR Steven Spielberg für West Side Story Jon Watts für Spider-Man: No Way Home |
| 2024 | James Cameron                   | Avatar: The Way of Water                               | Greta Gerwig für Barbie James Gunn für Guardians of the Galaxy Vol. 3 James Mangold für Indiana Jones und das Rad des Schicksals Mark Mylod für The Menu Christopher Nolan für Oppenheimer Danny Philippou, Michael Philippou für Talk to Me |
| 2025 | Denis Villeneuve                | Dune: Part Two                                         | Fede Álvarez für Alien: Romulus Wes Ball für Planet der Affen: New Kingdom Tim Burton für Beetlejuice Beetlejuice Shawn Levy für Deadpool & Wolverine JT Mollner für Strange Darling Takashi Yamazaki für Godzilla Minus One |